# Amusement Park
Amusement Park est le second single de l'album de 50 Cent nommé Curtis qui est sorti le 11 septembre 2007. C'est le Candy Shop part 2.